# طائفة غرناطة
طائفة غرناطة هي إحدى ممالك الطوائف أسسها بنو زيري جنوب الأندلس عام 403 هـ في الفتنة التي سبقت انهيار الدولة الأموية في الأندلس، وظلت حتى ضمها المرابطون عام 483 هـ.

## تاريخها

### التأسيس
كان بنو زيري من بين قبائل البربر التي عبرت إلى الأندلس في فترة سيطرة العامريين على الدولة الأموية في الأندلس بعد أن استأذن زعيمهم زاوي بن زيري الحاجب المظفر للعبور إلى الأندلس. انتظم الزيريون في جيوش الأندلس في تلك الفترة، إلى أن دخلت الأندلس فترة الفتنة بعد أن خلع محمد المهدي بالله الخليفة هشام المؤيد بالله عام 399 هـ. أساء المهدي معاملة البربر نكاية في العامريين، وحرّض العامة على الفتك بالبربر، وكان من نتائج ذلك مقتل حباسة بن ماكسن بن زيري ابن أخي زاوي.
أثار ذلك بني زيري الذين التفوا مع بقية قبائل البربر حول سليمان المستعين بالله المطالب بعرش الأندلس، وساعدوه على الوصول إلى عرش الخلافة في شوال سنة 403 هـ، كافأ المستعين بالله قبائل البربر بأن أقطعهم كور في جنوب الأندلس، وكان نصيب بني زيري أن أقطعهم كورة إلبيرة. وجد بنو زيري أن إلبيرة في موقع يصعب الدفاع عنه، فشرعوا في بناء مدينة غرناطة
ساعد بنو زيري علي بن حمود في الاستيلاء على خلافة قرطبة في المحرم سنة 407 هـ، مما دعا خيران الصقلبي صاحب ألمرية عام 409 هـ، للمناداة بخلافة عبد الرحمن المرتضى، وانضم إليه المنذر بن يحيى التجيبي صاحب سرقسطة وعدد من ولاة شرقي الأندلس. سار جيش المرتضى صوب قرطبة إلا أنهم اقتتلوا أولاً مع قبائل صنهاجة بقيادة زاوي بن زيري، ودارت بينهم معركة استمرت لأيام، انتهت بمقتل المرتضى وفرار خيران والمنذر.
في عام 410 هـ، قرر زاوي بن زيري العودة إلى المغرب، واختار شيوخ البربر ابن أخيه حبوس بن ماكسن خلفًا له. استطاع حبوس ضم قبرة وجيان إلى ملكه، وأتم بناء غرناطة، وأقام علاقات صداقة مع جيرانه من زعماء البربر، ومع زهير الصقلبي صاحب ألمرية. وظل في الحكم حتى عام 428 هـ، حيث خلفه ابنه باديس بن حبوس.

### عصر القوة
في شوال 429 هـ، حاول زهير الصقلبي حليف حبوس بن ماكسن مهاجمة غرناطة، إلا أن باديس نجح في إعداد كمين لجيش زهير دمّر فيه جيش ألمرية، وقُتل فيها زهير، وفي عام 431 هـ، شارك إلى جانب زعماء البربر في معركتهم مع جيش إسماعيل بن عباد المهاجم لقرمونة، وهزموه في معركة قُتل فيها إسماعيل بن عباد. وفي عام 438 هـ، طلب إدريس العالي بالله حاكم مالقة المخلوع عون باديس لاستعادة عرشه من ابن عمه محمد بن إدريس المهدي بالله، لكنهما فشلا في خلع المهدي بالله. وفي عام 449 هـ، استغل تعاقب الحكام الضعفاء على عرش طائفة مالقة، فهاجم مالقة واستولى عليها.
وفي عام 458 هـ، حاول المعتضد بن عباد ضم مالقة، فبعث جيشًا بقيادة ولديه جابر والمعتمد لانتزاعها، لكنهما فشلا في هزيمة حاميتها، ثم أنقذ باديس المدينة. وفي عام 459 هـ، هاجم المعتصم بن صمادح وادي آش، وانتزعها من باديس، فسار باديس لقتاله بمعاونة من المأمون بن ذي النون صاحب طليطلة على أن يتنازل له عن مدينة بسطة، فاستعاد باديس وادي آش، ثم ضم بياسة من يد علي بن مجاهد العامري. وفي 20 شوال عام 465 هـ، توفي باديس، ومملكته تمتد من بسطة شرقاً حتى إستجة ورندة غرباً، وبياسة وجيان شمالا حتى البحر جنوباً. كما أتم بناء مدينة غرناطة، وبنى قصر الحمراء.

### فترة الضعف
بعد وفاة باديس اتفق شيوخ صنهاجة على تولية حفيده عبد الله بن بلقين، متجاوزين شقيقه الأكبر تميم بن بلقين الذي كان واليًا على مالقة من قبل جده، مما جعل تميم يغضب ويعلن استقلاله بمالقة. استغل المعتمد بن عباد وفاة باديس، فهاجم جيان، واستولى عليها عام 466 هـ. ثم سار إلى غرناطة، لكنه لم ينجح في هزيمة جيش صنهاجة. عقد عبد الله بن بلقين بمشورة من وزيره سماجة مع ألفونسو السادس ملك قشتالة معاهدة تحالف يؤدي فيها جزية ليساعده ألفونسو في حملته على أراضي إشبيلية، التي استطاع أن يستعيد قبرة فيها. بعدئذ، سار عبد الله لقتال أخيه تميم الذي أغار على ثغر المنكب، واستطاع هزيمة تميم، وكاد أن ينهي حكمه على مالقة لولا تدخل والدتهما، فتركه على حكم مالقة.
وفي أواخر عام 477 هـ، تصالح عبد الله مع المعتمد بن عباد، قبل أشهر من سقوط طليطلة في يد ألفونسو السادس ملك قشتالة في أول صفر 478 هـ، التي كان سقوطها سببًا في قرار ملوك الطوائف، استدعاء بيوسف بن تاشفين زعيم المرابطين، لنصرتهم في قتالهم مع قشتالة. وشارك الزيريون مع قوات الأندلس إلى جانب جيش المرابطين في معركة الزلاقة عام 479 هـ. وفي 10 رجب 483 هـ، خلع يوسف بن تاشفين عبد الله بن بلقين، ونفاه إلى أغمات، لما بلغه من أخبار عن تحالف سري عقده عبد الله مع ألفونسو لمقاومة المرابطين. توفي عبد الله في منفاه في أغمات.

## وضع اليهود
«ذروة اليهودية السفاردية كواقع سياسي وثقافي وجدت في غرناطة في القرن الحادي عشر. كانت الدولة الزريدية التي كانت موجودة منذ نصف قرن مملكة يهودية في كل شيء ما عدا الاسم. وكان الحاكم المسلم شخصية شخصية عاجزة». لم يكن لليهود وضع ذمي نموذجي للحكم الإسلامي. اليهودي والحاخام والباحث والشاعر ابن نغريلة، قاد جيشًا، وهو أمر لم يسبق له مثيل حتى دولة إسرائيل الحديثة. لقد قيل أن قوة وضع يهود غرناطة لم تكن فريدة من نوعها في الأندلس فحسب، بل في العالم الإسلامي بأسره.:170
في 30 ديسمبر من عام 1066 اقتحم جموع من المسلمين القصر الملكي في غرناطة، في طائفة غرناطة، وتم صلب الوزير اليهودي يوسف بن نغريلا، وذبحوا الكثير من اليهود سكان المدينة. وتقول الموسوعة اليهودية عام 1906: «أن أكثر من 1,500 عائلة يهودية، والمكونة من 4,000 شخص، تم ذبحهافي يوم واحد». ومع ذلك، فإن طبعة 1971 لا تعطي أرقامًا دقيقة عن الضحايا، في حين تؤكد الموسوعة اليهودية الأرقام: «حيث وفقا لشهادة لاحقة حيث» قتل أكثر من 1,500 من أرباب المنازل". ووفقا للمؤرخ برنارد لويس، فإن "المذبحة«عادةً ما تنسب إلى رد فعل بين السكان المسلمين ضد وزير يهودي قوي ومتفاخر».
انتهى حكم مملكة طائفة غرناطة بعد السيطرة من قبل أسرة بربرية المرابط في عام 1091، والذين استولوا على المنطقة ووحدوها مع سلالة أخرى.

## وصلات خارجية
- Los principales reinos de taifas